# Medborgarhuset Park

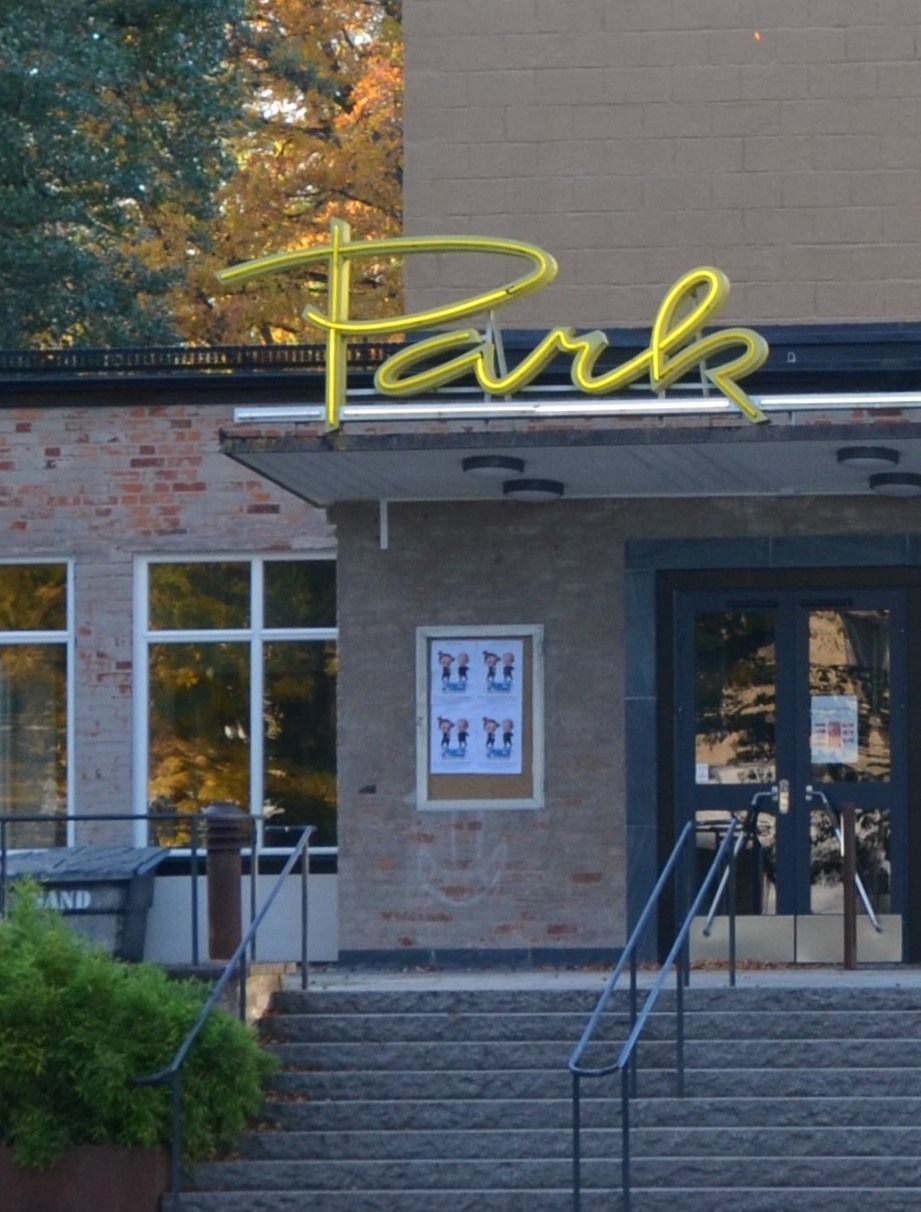
Neonskylten i 1950-talsstil

Medborgarhuset Park uppfördes som medborgarhus 1954–1958 av "Hjo Byggnadsförening för samlingslokaler" vid Samrealparken i Nya staden i Hjo. Byggnaden ritades av Karl Erik Hjalmarson. Park har två salonger, varav den större är avsedd för teater och biograffilm. Fasaden är av gulbeige kalkslammat tegel och – på den högre delen – i kalkslammad lättbetong.
Tidigare fanns Victoria på Vasagata som biograf i Hjo.
Ovanför ingångens skärmtak finns en för 1950-talet tidstypisk neonskylt med namnet "Park". 
Medborgarhuset renoverades 2015–2017, varvid det samtidigt byggdes ihop med de tidigare skol- och biblioteksbyggnaderna till Kulturkvarteret Pedagogien med bibliotek, utställningslokaler och turistinformation.
På ytterväggen mellan Parks entré och huvudentrén för Kulturkvarteret sitter Lars-Erik Ströms stora emaljmålning Hjo-Hjo från 1974.

## Bildgalleri

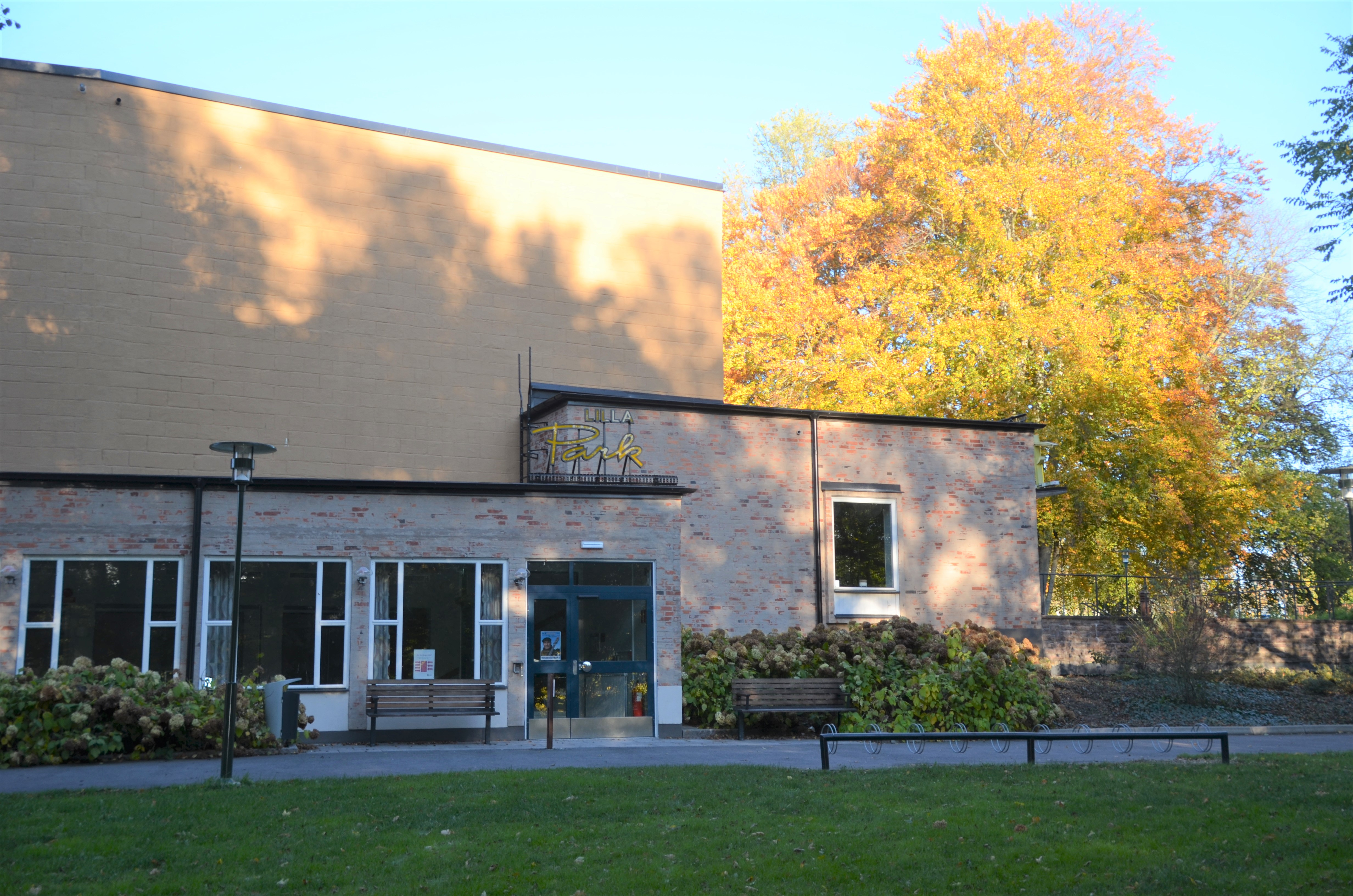
Södra fasaden, med ingången till Lilla Park